# George Enescu
George Enescu (Liveni - Vàrnav, Botoșani, 19 de agosto de 1881 - París, 4 de mayo de 1955) fue un compositor, violinista, pedagogo, pianista y director de orquesta rumano, considerado uno de los más importantes músicos de su país. Su carrera estuvo profundamente vinculada a Francia, donde se suele citar su apellido como Enesco.

## Biografía

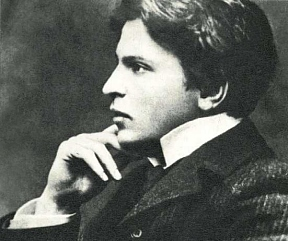

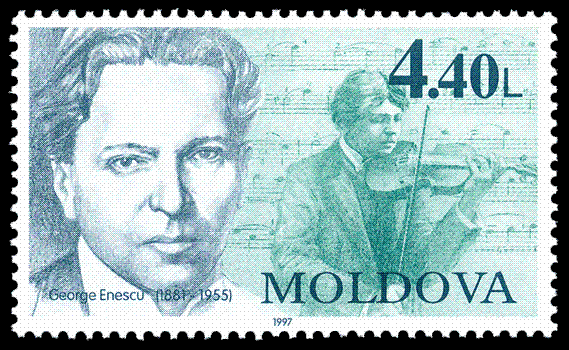

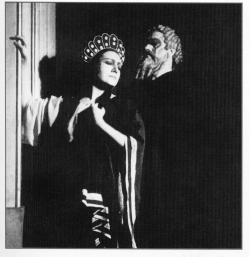
la ópera Oedipo.

George Enescu nació el 19 de agosto de 1881 en la aldea Liveni-Varnav de la provincia  Botoșani, en la familia del arrendador Costache Enescu y su esposa, María, hija del sacerdote Cosmovici. Fue el octavo de los hijos y el primero que no murió en la infancia. Más tarde sus padres se separaron y su padre tuvo relaciones con María Ferdinand, Suschi, una joven de origen polaco, de la cual nació un hijo ilegítimo, el pintor Dumitru Bâșcu. 
Desde muy pronta edad empezó a demostrar sus dotes artísticas. Comenzó a tocar el violín a los 4 años, y a los 5 celebró su primer concierto. Empezó a estudiar teniendo como profesor a Eduard Caudella.
Entre los años 1888-1894 estudió en el Conservatorio de Viena, teniendo como profesores a Josef Hellmesberger (hijo) (violín), Robert Fuchs y a Sigismond Bachrich entre muchos otros. Se acomodó muy rápido a la vida musical de Viena, y sus conciertos, en los que interpretaba obras de Johannes Brahms, Pablo Sarasate, Henri Vieuxtemps y Felix Mendelssohn-Bartholdy, entusiasmaron a la prensa y al público. Tenía entonces sólo 12 años.
Después de la graduación del Conservatorio de Viena con medalla de plata, prosiguió sus estudios en el Conservatorio de París (1895-1899) teniendo como profesores a Armand Marsick, André Gedalge, Jules Massenet y Gabriel Fauré. El 6 de febrero de 1898 hizo su debut como compositor en los Conciertos Colonne de París con su obra Opus 1, Poema Rumano. En el mismo año empezó a dirigir conciertos en Bucarest y a dar conciertos de violín. Admirado por la reina Elisabeta de Rumania fue varias veces invitado a tocar sus obras en el castillo Peleş de Sinaia.
De los primeros años del siglo XX datan sus composiciones más conocidas, como las dos Rapsodias Rumanas (1901-02), la Suite nº 1 para orquesta (1903), su primera Sinfonía de Madurez (1905) y Siete Canciones para los versos de Clément Marot (1908). Sus conciertos se dieron en muchos países de Europa y en ocasiones fue acompañado de personas prestigiosas como: Alfredo Casella, Pau Casals, Louis Fournier o Richard Strauss.
Durante la Primera Guerra Mundial permaneció en Bucarest y dirigió la Sinfonía nº 9 de Ludwig van Beethoven (que se tocaba íntegramente por primera vez en Rumanía), composiciones de Hector Berlioz, Claude Debussy, Richard Wagner, y también sus propias composiciones: la Sinfonía nº 2 (1. 913), Suite para orquesta nº 2 (1915) y la ópera Edipo (1936). En el mismo año tuvo lugar la primera edición del concurso de composición que lleva su nombre: George Enescu.
Después de la guerra, continuó su actividad dividida entre Rumania y Francia. Han quedado para siempre sus interpretaciones del Poema para violín y orquesta de Ernest Chausson y de las sonatas y las partitas para violín de Johann Sebastian Bach. Hizo algunos viajes hasta Estados Unidos, donde dirigió las orquestas de Filadelfia (1923) y Nueva York (1938).
Su actividad pedagógica tuvo también gran importancia. Entre sus alumnos se encuentran violinistas como: Christian Ferras, Ivry Gitlis, Arthur Grumiaux, Ginette Neveu o Yehudi Menuhin. Este último manifestó un gran cariño y admiración por Enescu, considerándolo como su padre espiritual:

Para mí, Enescu será siempre una de las verdaderas maravillas del mundo. Su carácter y su figura se han quedado en mi alma como un árbol o una montaña de Sinaia. Sus fuertes raíces y su alma noble provienen de su propio país, un país de una belleza única.
 Yehudi Menuhin.